# Премпенсуа

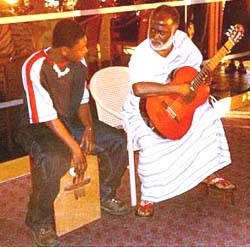
Дуэт гитары и премпенсуа на свадебной церемонии в Гане

Премпенсуа — большой ламеллафон (музыкальный инструмент с вибрирующими металлическими пластинами, закреплёнными с одного конца), используемый в музыкальном искусстве народа ашанти (Гана). Слово prempensua — из языка акан, хотя на подобных инструментах играют и другие этнолингвистические группы в Гане.
Премпенсуа (наряду с барабаном гоме, ксилофоном и сепревой) входит в состав ансамблей традиционной музыки, которые играют на свадьбах и других церемониях.